# Jacqueline de Bueil
Pour les autres membres de la famille, voir Famille de Bueil.
Pour les articles homonymes, voir Bueil et Moret.
Jacqueline de Bueil, comtesse de Moret, née en 1588 et morte empoisonnée à Vardes en 1651, est la fille de Claude de Bueil, seigneur de Courcillon et de La Marchère.

## Biographie
Jacqueline de Bueil-Courcillon fut l'une des maîtresses officielles d'Henri IV. Très jeune et sans fortune, elle exige du roi qu'il la marie à un gentilhomme de bonne famille.  
Le roi lui choisit un premier époux, Philippe de Harlay de Champvallon (1582-1652), comte de Césy, petit-cousin du président Achille, qu'elle épouse le 5 octobre 1604, à six heures du matin, à Saint-Maur-des-Fossés. Malgré ses frasques nocturnes dans Paris en compagnie le plus souvent de Roger de Bellegarde et Antoine de Roquelaure, et suivi des pages de la chambre de service arborant leur flambeau (et notamment par le jeune Racan), le roi lui est suffisamment attaché pour lui offrir, le jour de l'an 1605, le titre de comtesse de Moret, ainsi qu'une bourse de neuf mille livres. Le divorce avec Philippe de Harlay est prononcé le 18 juillet 1607 (il se remariera avec Marie de Béthune-Mareuil de Congy, cousine issue de germain du ministre Sully).  
De sa relation avec Henri IV naquit, le 9 mai 1607, un enfant prénommé Antoine de Bourbon-Bueil. Le petit comte de Moret sera légitimé en mars 1608. 
Jacqueline devient également la maîtresse de Claude de Chevreuse, prince de Joinville. Henri IV, informé par son ministre Sully, se fâche. La comtesse de Moret le rassure : Joinville ne lui fait pas la cour, il veut l'épouser. Voulant en avoir le cœur net, le souverain ordonne au prince d'acheter des alliances : toujours amoureux de Jacqueline, mais ne désirant en aucune manière s'opposer au roi, celui-ci rejoint immédiatement sa Lorraine natale. Alors qu'Henri IV fait mine de croire aux arguments de sa maîtresse, celle-ci se console vite avec un autre gentilhomme. Mais, cette fois, le roi "trompé" se fâche et rompt aussitôt.
En 1617, elle se marie avec René II Crespin du Bec, marquis de Vardes.
Elle serait morte empoisonnée à Vardes en 1651, et a été enterrée à dans la chapelle Notre-Dame de la Pitié, de l'église de Moret-sur-Loing, où sa pierre tombale est encore visible.

## Généalogie
Descendante directe de Jeanne de Valois, elle est l'arrière-arrière-arrière-petite-fille du roi Charles VII et de sa favorite Agnès Sorel.
De sa relation avec Henri IV elle a eu un enfant :
- Antoine de Bourbon-Bueil (1607-1632).

De son second mariage avec René II Crespin du Bec, marquis de Vardes elle a eu deux enfants :
- François-René Crespin du Bec (1621-1688) marquis de Vardes : par sa fille Marie-Elisabeth du Bec-Crespin duchesse de Rohan, c'est un ancêtre des La Marck de Lummen et Schleiden, des Arenberg (cf. Amélie Louise Julie) et de Sissi.
- Antoine du Bec (vers 1623-1658) comte de Moret, gouverneur de Hesdin. Il est tué d'un coup de canon au siège de Gravelines